# Ремо Фройлер
Ремо Фройлер (нім. Remo Freuler, нар. 15 квітня 1992, Енненда) — швейцарський футболіст, півзахисник італійської «Болоньї» і національної збірної Швейцарії.

## Клубна кар'єра
Народився 15 квітня 1992 року в місті Енненда. Вихованець юнацької команди «Гінвіля», з якої перейшов в академію «Вінтертура» у 2005 році. У 2010 році Фройлер дебютував за першу команду «Вінтертура» у віці 18 років, вийшовши на заміну у двох матчах другого швейцарського дивізіону наприкінці сезону 2009/10.
Влітку 2010 року перейшов у «Грассгоппер», де провів більшу частину сезону граючи за дублюючу команду. Тим не менш того сезону з клубом він дебютував у Суперлізі, проте основним гравцем так і не став, через що у лютому 2012 року повернувся у рідний «Вінтертур», де провів наступні два роки у другому дивізіоні країни, будучи одним з основних гравців клубу.
Своєю грою за останню команду привернув увагу представників тренерського штабу «Люцерна», до складу якого приєднався у лютому 2014 року. Відіграв за люцернську команду наступні два сезони своєї ігрової кар'єри. Більшість часу, проведеного у складі «Люцерна», був основним гравцем команди і зіграв у загальній складності 63 гри у Суперлізі, забив дев'ять голів.
19 січня 2016 року перейшов в італійську «Аталанту», підписавши контракт до кінця червня 2019 року. Дебютував за новий клуб 7 лютого 2016 року в домашньому матчі проти «Емполі» (0:0) в Серії А. Швидко став ключовим гравцем півзахисту бергамасків і захищав їх кольори протягом шести з половиною сезонів, узявши за цей час участь у понад 200 матчах найвищого італійського дивізіону.
14 серпня 2022 року приєднався до англійського «Ноттінгем Форест», команда якого уперше з кінця 1990-х повернулася до Прем'єр-ліги. Протягом сезону 2022/23 мав регулярну ігрову практику у новій команді, взявши участь у 28 іграх першості Англії.
1 вересня 2023 року перейшов до італійської «Болоньї» в рамках угоди, за якою у зворотньому напрямі попрямував аргентинець Ніколас Домінгес.

## Виступи за збірні
2010 року дебютував у складі юнацької збірної Швейцарії, взяв участь в 11 іграх на юнацькому рівні, відзначившись 2 забитими голами.
Протягом 2011—2014 років залучався до складу молодіжної збірної Швейцарії. На молодіжному рівні зіграв у 15 офіційних матчах, забив 2 голи.
7 листопада 2016 року вперше був викликаний до національної збірної, але він провів весь матч з Фарерськими островами на лавці. Лише 25 березня 2017 року дебютував в офіційних матчах у складі національної збірної Швейцарії у грі відбору на чемпіонат світу 2018 проти збірної Латвії (1:0).
2018 року був включений до заявки збірної Швейцарії для участі у тогорічному чемпіонаті світу в Росії. Згодом був основним гравцем швейцарців на Євро-2020 та ЧС-2022.

## Статистика виступів

### Статистика клубних виступів
Станом на 1 вересня 2023 року
| Сезон                   | Команда                 | Чемпіонат               | Чемпіонат | Чемпіонат | Національний кубок | Національний кубок | Національний кубок | Континентальні кубки | Континентальні кубки | Континентальні кубки | Інші змагання | Інші змагання | Інші змагання | Усього | Усього |
| Сезон                   | Команда                 | Ліга                    | Ігор      | Голів     | Ліга               | Ігор               | Голів              | Ліга                 | Ігор                 | Голів                | Ліга          | Ігор          | Голів         | Ігор   | Голів  |
| ----------------------- | ----------------------- | ----------------------- | --------- | --------- | ------------------ | ------------------ | ------------------ | -------------------- | -------------------- | -------------------- | ------------- | ------------- | ------------- | ------ | ------ |
| 2009–10                 | «Вінтертур ІІ»          | 2Л (VI)                 | 10        | 2         | -                  | -                  | -                  | -                    | -                    | -                    | -             | -             | -             | 10     | 2      |
| 2009–10                 | «Вінтертур»             | ЧЛ (ІІ)                 | 2         | 0         | КШ                 | -                  | -                  | -                    | -                    | -                    | -             | -             | -             | 2      | 0      |
| 2010–11                 | «Вінтертур ІІ»          | 1Л (IV)                 | 24        | 8         | -                  | -                  | -                  | -                    | -                    | -                    | -             | -             | -             | 24     | 8      |
| 2010–11                 | «Грассгоппер»           | СЛ                      | 5         | 1         | КШ                 | 1                  | 1                  | ЛЄ                   | 0                    | 0                    | -             | -             | -             | 6      | 2      |
| 2011-feb. 2012          | «Грассгоппер»           | СЛ                      | 7         | 0         | КШ                 | 0                  | 0                  | -                    | -                    | -                    | -             | -             | -             | 7      | 0      |
| Усього за «Грассгоппер» | Усього за «Грассгоппер» | Усього за «Грассгоппер» | 12        | 1         |                    | 1                  | 1                  |                      | 0                    | 0                    |               | -             | -             | 13     | 2      |
| 2011–12                 | «Вінтертур»             | ЧЛ (ІІ)                 | 14        | 2         | КШ                 | 1                  | 0                  | -                    | -                    | -                    | -             | -             | -             | 15     | 2      |
| 2012–13                 | «Вінтертур»             | ЧЛ (ІІ)                 | 35        | 3         | КШ                 | 1                  | 1                  | -                    | -                    | -                    | -             | -             | -             | 36     | 3      |
| 2013–14                 | «Вінтертур»             | ЧЛ (ІІ)                 | 21        | 3         | КШ                 | 0                  | 0                  | -                    | -                    | -                    | -             | -             | -             | 21     | 3      |
| Усього за «Вінтертур»   | Усього за «Вінтертур»   | Усього за «Вінтертур»   | 72        | 8         |                    | 2                  | 1                  |                      | -                    | -                    |               | -             | -             | 74     | 9      |
| 2013–14                 | «Люцерн»                | СЛ                      | 12        | 1         | КШ                 | 1                  | 0                  | -                    | -                    | -                    | -             | -             | -             | 13     | 1      |
| 2014–15                 | «Люцерн»                | СЛ                      | 33        | 7         | КШ                 | 2                  | 0                  | ЛЄ                   | 2                    | 0                    | -             | -             | -             | 37     | 7      |
| 2015–16                 | «Люцерн»                | СЛ                      | 18        | 1         | КШ                 | 4                  | 0                  | -                    | -                    | -                    | -             | -             | -             | 22     | 1      |
| Усього за «Люцерн»      | Усього за «Люцерн»      | Усього за «Люцерн»      | 63        | 9         |                    | 7                  | 0                  |                      | 2                    | 0                    |               | -             | -             | 72     | 9      |
| 2015–16                 | «Аталанта»              | A                       | 6         | 1         | КІ                 | -                  | -                  | -                    | -                    | -                    | -             | -             | -             | 6      | 1      |
| 2016–17                 | «Аталанта»              | A                       | 33        | 5         | КІ                 | 2                  | 0                  | -                    | -                    | -                    | -             | -             | -             | 35     | 5      |
| 2017–18                 | «Аталанта»              | A                       | 35        | 5         | КІ                 | 3                  | 0                  | ЛЄ                   | 8                    | 1                    | -             | -             | -             | 46     | 6      |
| 2018–19                 | «Аталанта»              | A                       | 35        | 2         | КІ                 | 4                  | 0                  | ЛЄ                   | 5                    | 0                    | -             | -             | -             | 44     | 2      |
| 2019–20                 | «Аталанта»              | A                       | 31        | 2         | КІ                 | 1                  | 0                  | ЛЧ                   | 8                    | 1                    | -             | -             | -             | 40     | 3      |
| 2020–21                 | «Аталанта»              | A                       | 34        | 2         | КІ                 | 5                  | 0                  | ЛЧ                   | 7                    | 0                    | -             | -             | -             | 46     | 2      |
| 2021–22                 | «Аталанта»              | A                       | 29        | 1         | КІ                 | 2                  | 0                  | ЛЧ+ЛЄ                | 6+6                  | 1+0                  | -             | -             | -             | 43     | 2      |
| Усього за «Аталанту»    | Усього за «Аталанту»    | Усього за «Аталанту»    | 203       | 18        |                    | 17                 | 0                  |                      | 40                   | 3                    |               | -             | -             | 260    | 21     |
| 2022–23                 | «Ноттінгем Форест»      | ПЛ                      | 28        | 0         | КА+КЛ              | 0+5                | 0                  | -                    | -                    | -                    | -             | -             | -             | 33     | 0      |
| 2023–24                 | «Болонья»               | A                       | 0         | 0         | КІ                 | 0                  | 0                  | -                    | -                    | -                    | -             | -             | -             | 0      | 0      |
| Усього за кар'єру       | Усього за кар'єру       | Усього за кар'єру       | 412       | 46        |                    | 38                 | 3                  |                      | 42                   | 3                    |               | -             | -             | 492    | 52     |

### Статистика виступів за збірну
Станом на 1 вересня 2023 року
| Дата       | Місто             | Господарі         | Результат               | Гості             | Турнір                                         | Голи | Примітки |
| ---------- | ----------------- | ----------------- | ----------------------- | ----------------- | ---------------------------------------------- | ---- | -------- |
| 25-3-2017  | Женева            | Швейцарія         | 1 – 0                   | Латвія            | Відбір до ЧС 2018                              | -    | 84'      |
| 1-6-2017   | Невшатель         | Швейцарія         | 1 – 0                   | Білорусь          | товариський матч                               | -    | 46'      |
| 9-6-2017   | Торсгавн          | Фарерські острови | 0 – 2                   | Швейцарія         | Відбір до ЧС 2018                              | -    | 86'      |
| 31-8-2017  | Санкт-Галлен      | Швейцарія         | 3 – 0                   | Андорра           | Відбір до ЧС 2018                              | -    |          |
| 7-10-2017  | Базель            | Швейцарія         | 5 – 2                   | Угорщина          | Відбір до ЧС 2018                              | -    |          |
| 10-10-2017 | Лісабон           | Португалія        | 2 – 0                   | Швейцарія         | Відбір до ЧС 2018                              | -    | 46'      |
| 12-11-2017 | Базель            | Швейцарія         | 0 – 0                   | Північна Ірландія | Відбір до ЧС 2018                              | -    | 80'      |
| 23-3-2018  | Афіни             | Греція            | 0 – 1                   | Швейцарія         | товариський матч                               | -    | 61'      |
| 27-3-2018  | Базель            | Швейцарія         | 6 – 0                   | Панама            | товариський матч                               | -    | 47'      |
| 8-6-2018   | Лугано            | Швейцарія         | 2 – 0                   | Японія            | товариський матч                               | -    | 46'      |
| 11-9-2018  | Лестер            | Англія            | 1 – 0                   | Швейцарія         | товариський матч                               | -    | 66'      |
| 12-10-2018 | Брюссель          | Бельгія           | 2 – 1                   | Швейцарія         | Ліга націй УЄФА 2018-2019 - 1-й етап           | -    | 87'      |
| 14-11-2018 | Лугано            | Швейцарія         | 0 – 1                   | Катар             | товариський матч                               | -    | 46'      |
| 18-11-2018 | Люцерн            | Швейцарія         | 5 – 2                   | Бельгія           | Ліга націй УЄФА 2018-2019 - 1-й етап           | -    | 79'      |
| 23-3-2019  | Тбілісі           | Грузія            | 0 – 2                   | Швейцарія         | Відбір до ЧЄ 2020                              | -    | 89'      |
| 26-3-2019  | Базель            | Швейцарія         | 3 – 3                   | Данія             | Відбір до ЧЄ 2020                              | 1    |          |
| 5-6-2019   | Порту             | Португалія        | 3 – 1                   | Швейцарія         | Ліга націй УЄФА 2018-2019 - півфінал           | -    | 89'      |
| 9-6-2019   | Гімарайнш         | Швейцарія         | 0 – 0 д.ч. (5 – 6 п.п.) | Англія            | Ліга націй УЄФА 2018-2019 - матч за 3-тє місце | -    | [ 7 ]    |
| 5-9-2019   | Дублін            | Ірландія          | 1 – 1                   | Швейцарія         | Відбір до ЧЄ 2020                              | -    | 90'      |
| 12-10-2019 | Копенгаген        | Данія             | 1 – 0                   | Швейцарія         | Відбір до ЧЄ 2020                              | -    | 83'      |
| 15-10-2019 | Лансі             | Швейцарія         | 2 – 0                   | Ірландія          | Відбір до ЧЄ 2020                              | -    | 70'      |
| 7-10-2020  | Санкт-Галлен      | Швейцарія         | 1 – 2                   | Хорватія          | товариський матч                               | -    | 46'      |
| 10-10-2020 | Мадрид            | Іспанія           | 1 – 0                   | Швейцарія         | Ліга націй УЄФА 2020-2021 - 1-й етап           | -    | 75' 86'  |
| 13-10-2020 | Кельн             | Німеччина         | 3 – 3                   | Швейцарія         | Ліга націй УЄФА 2020-2021 - 1-й етап           | 1    | 85'      |
| 14-11-2020 | Базель            | Швейцарія         | 1 – 1                   | Іспанія           | Ліга націй УЄФА 2020-2021 - 1-й етап           | 1    | 72'      |
| 25-3-2021  | Софія (місто)     | Болгарія          | 1 – 3                   | Швейцарія         | Відбір до ЧС 2022                              | -    | 86'      |
| 28-3-2021  | Санкт-Галлен      | Швейцарія         | 1 – 0                   | Литва             | Відбір до ЧС 2022                              | -    | 66'      |
| 30-5-2021  | Санкт-Галлен      | Швейцарія         | 2 – 1                   | США               | товариський матч                               | -    | 46'      |
| 3-6-2021   | Санкт-Галлен      | Швейцарія         | 7 – 0                   | Ліхтенштейн       | товариський матч                               | -    | 46'      |
| 12-6-2021  | Баку              | Уельс             | 1 – 1                   | Швейцарія         | ЧЄ 2020 - 1-й етап                             | -    |          |
| 16-6-2021  | Рим               | Італія            | 3 – 0                   | Швейцарія         | ЧЄ 2020 - 1-й етап                             | -    | 84'      |
| 20-6-2021  | Баку              | Швейцарія         | 3 – 1                   | Туреччина         | ЧЄ 2020 - 1-й етап                             | -    |          |
| 28-6-2021  | Бухарест          | Франція           | 3 – 3 д.ч. (4 – 5 п.п.) | Швейцарія         | ЧЄ 2020 - 1/8 фіналу                           | -    |          |
| 2-7-2021   | Санкт-Петербург   | Швейцарія         | 1 – 1 д.ч. (1 – 3 п.п.) | Іспанія           | ЧЄ 2020 - чвертьфінал                          | -    | 77'      |
| 1-9-2021   | Базель            | Швейцарія         | 2 – 1                   | Греція            | товариський матч                               | -    |          |
| 8-9-2021   | Белфаст           | Північна Ірландія | 0 – 0                   | Швейцарія         | Відбір до ЧС 2022                              | -    |          |
| 9-10-2021  | Лансі             | Швейцарія         | 2 – 0                   | Північна Ірландія | Відбір до ЧС 2022                              | -    |          |
| 12-10-2021 | Вільнюс           | Литва             | 0 – 4                   | Швейцарія         | Відбір до ЧС 2022                              | -    |          |
| 12-11-2021 | Рим               | Італія            | 1 – 1                   | Швейцарія         | Відбір до ЧС 2022                              | -    |          |
| 15-11-2021 | Люцерн            | Швейцарія         | 4 – 0                   | Болгарія          | Відбір до ЧС 2022                              | 1    | 33'      |
| 26-3-2022  | Лондон            | Англія            | 2 – 1                   | Швейцарія         | товариський матч                               | -    | 62'      |
| 29-3-2022  | Цюрих             | Швейцарія         | 1 – 1                   | Косово            | товариський матч                               | -    | 63'      |
| 2-6-2022   | Прага             | Чехія             | 2 – 1                   | Швейцарія         | Ліга націй УЄФА 2022-2023 - 1-й етап           | -    |          |
| 5-6-2022   | Лісабон           | Португалія        | 4 – 0                   | Швейцарія         | Ліга націй УЄФА 2022-2023 - 1-й етап           | -    | 70'      |
| 9-6-2022   | Лансі             | Швейцарія         | 0 – 1                   | Іспанія           | Ліга націй УЄФА 2022-2023 - 1-й етап           | -    |          |
| 12-6-2022  | Лансі             | Швейцарія         | 1 – 0                   | Португалія        | Ліга націй УЄФА 2022-2023 - 1-й етап           | -    |          |
| 24-9-2022  | Сарагоса          | Іспанія           | 1 – 2                   | Швейцарія         | Ліга націй УЄФА 2022-2023 - 1-й етап           | -    |          |
| 27-9-2022  | Санкт-Галлен      | Швейцарія         | 2 – 1                   | Чехія             | Ліга націй УЄФА 2022-2023 - 1-й етап           | 1    | 90+3'    |
| 17-11-2022 | Абу-Дабі          | Гана              | 2 – 0                   | Швейцарія         | товариський матч                               | -    | 46'      |
| 24-11-2022 | Ель-Вакра (місто) | Швейцарія         | 1 – 0                   | Камерун           | ЧС 2022 - 1-й етап                             | -    |          |
| 28-11-2022 | Доха              | Бразилія          | 1 – 0                   | Швейцарія         | ЧС 2022 - 1-й етап                             | -    |          |
| 2-12-2022  | Доха              | Сербія            | 2 – 3                   | Швейцарія         | ЧС 2022 - 1-й етап                             | 1    |          |
| 6-12-2022  | Лусаїл            | Португалія        | 6 – 1                   | Швейцарія         | ЧС 2022 - 1/8 фіналу                           | -    | 54'      |
| 25-3-2023  | Новий Сад         | Білорусь          | 0 – 5                   | Швейцарія         | Відбір до ЧЄ 2024                              | -    |          |
| 28-3-2023  | Лансі             | Швейцарія         | 3 – 0                   | Ізраїль           | Відбір до ЧЄ 2024                              | -    |          |
| 16-6-2023  | Андорра-ла-Велья  | Андорра           | 1 – 2                   | Швейцарія         | Відбір до ЧЄ 2024                              | 1    |          |
| 19-6-2023  | Люцерн            | Швейцарія         | 2 – 2                   | Румунія           | Відбір до ЧЄ 2024                              | -    |          |
| Усього     |                   | Матчів            | 57                      |                   | Голів                                          | 7    |          |

## Титули і досягнення
- Володар Кубка Італії (1):

«Болонья»: 2024-25